# .nato
.nato — віддалений загальний домен верхнього рівня.
Він був введений InterNIC наприкінці 1980-х для використання НАТО, яке вважало, що жоден з існуючих на той момент загальних доменів верхнього рівня (.com, .net, .org, .gov, .mil, .edu) не відображає його статус міжнародної організації. Але незабаром після цього InterNIC ввів домен .int і переконав НАТО використовувати .nato.int замість .nato.
Остаточно видалено у липні 1996 року.